# Coppo di Marcovaldo
Coppo di Marcovaldo (Florence, 1225 - Sienne, 1276) est un peintre italien, considéré comme un des maîtres de la peinture toscane, un des primitifs italiens du XIIIe siècle.

## Biographie
Les informations sont manquantes sur son origine et ses études artistiques. 
Le tableau conservé au Musée des arts sacrés de San Casciano in Val di Pesa, un fronton d'autel avec la représentation de L'archange saint Michel et six épisodes de sa vie a récemment et unanimement été attribué par les experts à Coppo di Marcovaldo ; c'est donc son œuvre la plus ancienne, exécutée à la détrempe avec argenture et vernis mecca avant la Bataille de Montaperti (où il fut fait prisonnier des Siennois), donc indicativement entre 1255 et 1260.
La Madonna del Bordone est sa seule œuvre certaine, signée et datée 1261, peinte pour la Basilica di Santa Maria dei Servi à Sienne, où il fut emprisonné à cause de sa présence dans cette ville, et considéré comme appartenant à l'école siennoise.
En 1265, il peint à fresque la chapelle Saint-Jacques de la cathédrale de Pistoia. Pour cette même cathédrale, il peint en 1274, avec son fils Salerno, plusieurs tableaux, aujourd'hui disparus, ainsi qu'un crucifix, toujours en place.
Coppo prend part à la décoration extraordinaire en mosaïque du baptistère saint Jean de Florence en réalisant quelques cartons. Il lui revient le visionnaire Le Christ du Jugement dernier, que l'on peut dater entre 1260 et 1270 dont la mosaïque est extrêmement riche, indubitablement innovante d'un point de vue iconographique ; elle est citée parmi les chefs-d'œuvre du XIIIe siècle.

## Œuvres

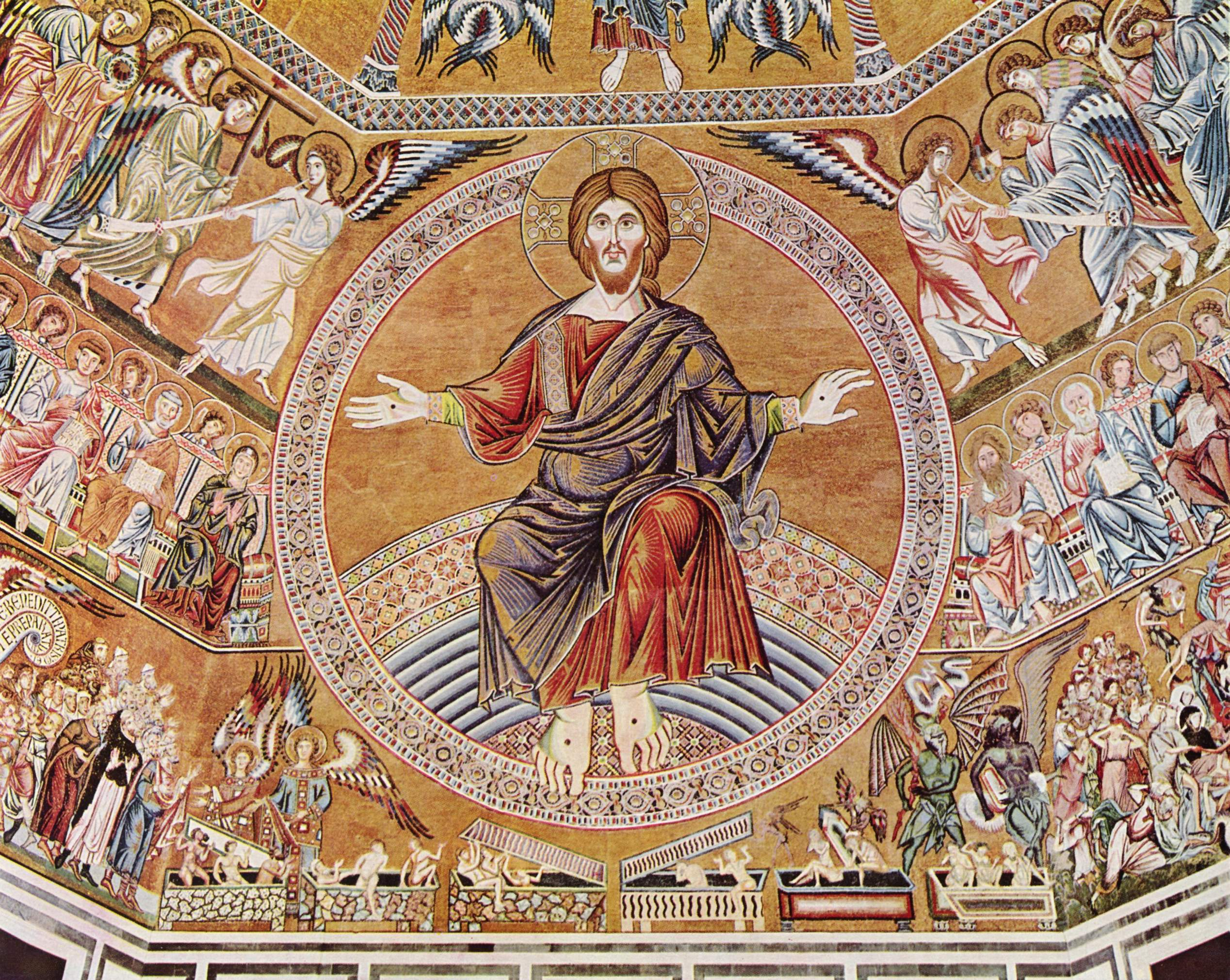
Le Christ du Jugement dernier, baptistère Saint-Jean de Florence

- San Michele Arcangelo e storie della sua leggenda, Musée d'art sacré de San Casciano in Val di Pesa, tempera sur bois, ~ 1250-1260, provenant de l'église de Sant'Angelo de Vico Abate
- Pala di San Francesco, chapelle Bardi de la basilique Santa Croce de Florence
- Madonna del Bordone, signée et datée 1261, Chiesa di Santa Maria dei Servi, Sienne
- Crucifix de San Zeno  (1274), cathédrale San Zeno, Pistoia, (avec son fils Salerno)

### Attribuées
- San Michele Arcangelo e storie della sua leggenda (1250-1260 environ), Museo de San Casciano in Val di Pesa, provenant de la Chiesa di Sant'Angelo a Vico l'Abate
- Crucifix de San Gimignano, Pinacoteca Civica, San Gimignano
- Modèle pour l' Inferno en mosaïque (1260-1270 environ), coupole du baptistère Saint-Jean, Florence
- Madonna col Bambino (1270 environ), chiesa di Santa Maria dei Servi, Orvieto
- Pala di San Francesco, chapelle Bardi de Santa Croce, Florence (attribuée auparavant au Maestro del San Francesco Bardi)
- Madonna reliquiario di Santa Maria Maggiore, chiesa di Santa Maria Maggiore, Florence.

### Sources
- La Peinture gothique italienne, collectif, Editeur De Lodi, 2011  (ISBN 9782846903745) p. 9

- (it) Cet article est partiellement ou en totalité issu de l’article de Wikipédia en italien intitulé « Coppo di Marcovaldo » (voir la liste des auteurs).